# Peter Maffay
Peter Maffay, właśc. Peter Alexander Makkay (ur. 30 sierpnia 1949 w Braszowie) – niemiecki piosenkarz, gitarzysta, kompozytor i producent muzyczny.
Na początku swojej kariery zasłynął z hitów, następnie przerzucił się na niemiecki rock. Z 20 albumami numer jeden i ponad 50 mln sprzedanych płyt jest artystą odnoszącym największe sukcesy na niemieckich listach przebojów. Wylansował piosenki takie jak „Du” (1970), „Du bist anders” (1970), „Ich hab' nur dich” (1971), „Welcher Stern steht über uns?” (1973), „Und es war Sommer” (1976), „Eiszeit” (1981) i „Sonne in der Nacht” (1985). Jest także współtwórcą baśniowej i rysunkowej postaci Tabaluga.

## Dyskografia
- 1970 Für das Mädchen, das ich liebe (CD / LP)
- 1971 Du bist wie ein Lied (CD / LP)
- 1972 Omen (CD / 2LP)
- 1973 It's you I want to live with (LP)
- 1974 Samstagabend in unserer Straße (CD / LP)
- 1975 Meine Freiheit (CD / LP)
- 1975 Josie (engl.) (LP)
- 1976 Und es war Sommer (CD / LP)
- 1977 Tame & Maffay (CD / LP)
- 1977 Dein Gesicht (CD / LP)
- 1978 Live (CD / LP)
- 1979 Steppenwolf (CD / LP)
- 1979 Tame & Maffay 2 (CD / LP)
- 1980 Revanche (CD /LP)
- 1982 Ich will Leben (CD / LP)
- 1982 Live '82 (CD / LP / VHS)
- 1983 Tabaluga oder die Reise zur Vernunft (CD / LP)
- 1984 Carambolage (CD / LP)
- 1984 Deutschland '84 (DVD / VHS)
- 1985 Sonne in der Nacht (CD / LP / DVD / VHS)
- 1986 Tabaluga und das leuchtende Schweigen (CD / LP)
- 1986 Stationen (CD / LP)
- 1987 Live '87 (DVD / VHS)
- 1988 Lange Schatten (2CD / 2LP)
- 1988 Lange Schatten Tour '88 (CD / LP / VHS)
- 1989 Kein Weg zu Weit (CD / LP / DVD / VHS)
- 1990 Leipzig (CD / LP / VHS)
- 1991 38317  (CD / LP)
- 1991 38317 – Das Clubconcert (DVD / VHS)
- 1992 Freunde und Propheten (CD / LP)
- 1993 Der Weg 1979 - 93 (CD / VHS)
- 1993 Tabaluga und Lilli (CD)
- 1994 Tabaluga und Lilli Live (2CD / DVD / VHS)
- 1995 Peter Maffay - 1980-1985 (CD)
- 1996 Sechsundneunzig (CD)
- 1996 Sechsundneunzig – Das Clubconcert (DVD / VHS)
- 1997 96 Live (2CD / DVD / VHS)
- 1997 Weil es Dich gibt - Die stärksten Balladen (CD)
- 1998 Begegnungen (CD / DVD / VHS)
- 1999 Begegnungen Live (2CD)
- 2000 X (CD)
- 2001 Heute vor dreißig Jahren (CD)
- 2001 Heute vor dreißig Jahren – Live (DVD)
- 2002 Tabaluga und das verschenkte Glück (CD)
- 2004 Tabaluga und das verschenkte Glück – Live (DVD)
- 2005 Laut und Leise (2CD / 2LP)
- 2006 Laut und leise Live (DVD)
- 2006 Begegnungen 2 – Eine Allianz für Kinder (CD / DVD)
- 2007 Frohe Weihnachten mit Tabaluga (CD)
- 2008 Ewig (CD / DVD)
- 2010: Tattoos (CD)
- 2011: Tabaluga und die Zeichen der Zeit (CD)
- 2014: Wenn das so ist (CD)
- 2015: Tabaluga – Es lebe die Freundschaft! (CD)
- 2017: Erinnerungen – Die stärksten Balladen (CD)
- 2017: MTV Unplugged (CD)
- 2018: plugged – Die stärksten Rocksongs (CD)
- 2019: Jetzt! (CD)
- 2021: So weit (CD)
- 2022: Tabaluga – Die Welt ist wunderbar! (CD)